# Бройер, Каджо
Каджо Бройер (нем. Kajo Breuer; род. 19 июля 1948, Райдт, Германия) — немецкий политический деятель, член Союза 90 / Зелёные. С января 2002 года по декабрь 2009 года был бургомистром Саарбрюккена. С 2002 по 2004 был временным Обер-бургомистром Саарбрюккена.

## Краткая биография
Каджо Бройер родился в 1948 году в Менхенгладбахе.
Бройер изучал экономику, социологию и политологию и окончил Кёльнский университет по специальности экономика, область его интересов — общественные науки.
Переехав в Саар, Бройер работал в сфере утилизации отходов. Некоторое время спустя он занял должность начальника отдела планирования муниципального объединения специального назначения всех саарландских муниципалитетов.
Позже работал в Саарской ассоциации управления отходами в качестве руководителя отдела «Базового планирования».
Будучи студентом, Бройер заинтересовался политической деятельностью и в 1983 году стал членом немецкой партии «зеленых».
В 1984 году Бройер был избран в городской совет Саарбрюккена от партии «зелёных».
С 1984 по 2001 год Бройер был членом городского совета Саарбрюккена. С января 2002 года по декабрь 2009 года он был бургомистром Саарбрюккена. После того, как Обер-бургомистр Хайо Хоффманн был отстранен от должности в августе 2002 года из-за обвинений в злоупотреблении доверием, он временно взял на себя свои обязанности на два года, пока в сентябре 2004 года не была избрана Шарлотта Бритц .
В 2002 году Каджо Бройер стал бургомистром Саарбрюккена — административного центра земли Саар и района Саарбрюккен. Он также был руководителем Департамента защиты окружающей среды, социального обеспечения и права.
С января 2010 г. по июль 2013 г. Бройер возглавлял Департамент окружающей среды, права и социальных дел города Саарбрюккен.
Бройер был волонтером в Фонде Генриха Белля с середины 1980-х годов, где он более 15 лет работал председателем Саарландского отделения Фонда Генриха Бёлля.